# 托波爾恰尼區
48°33′30″N 18°12′25″E / 48.5583°N 18.2069°E

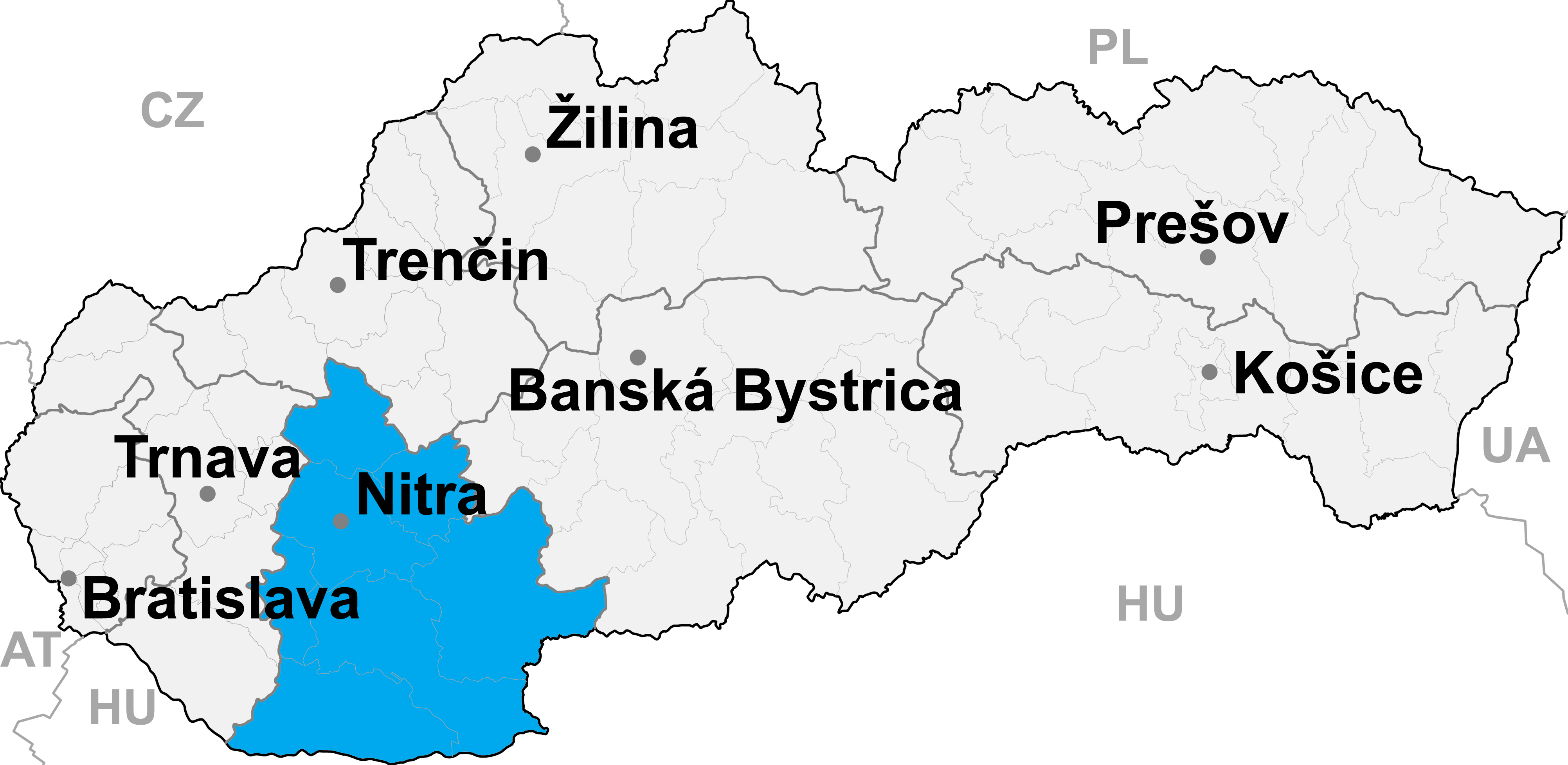

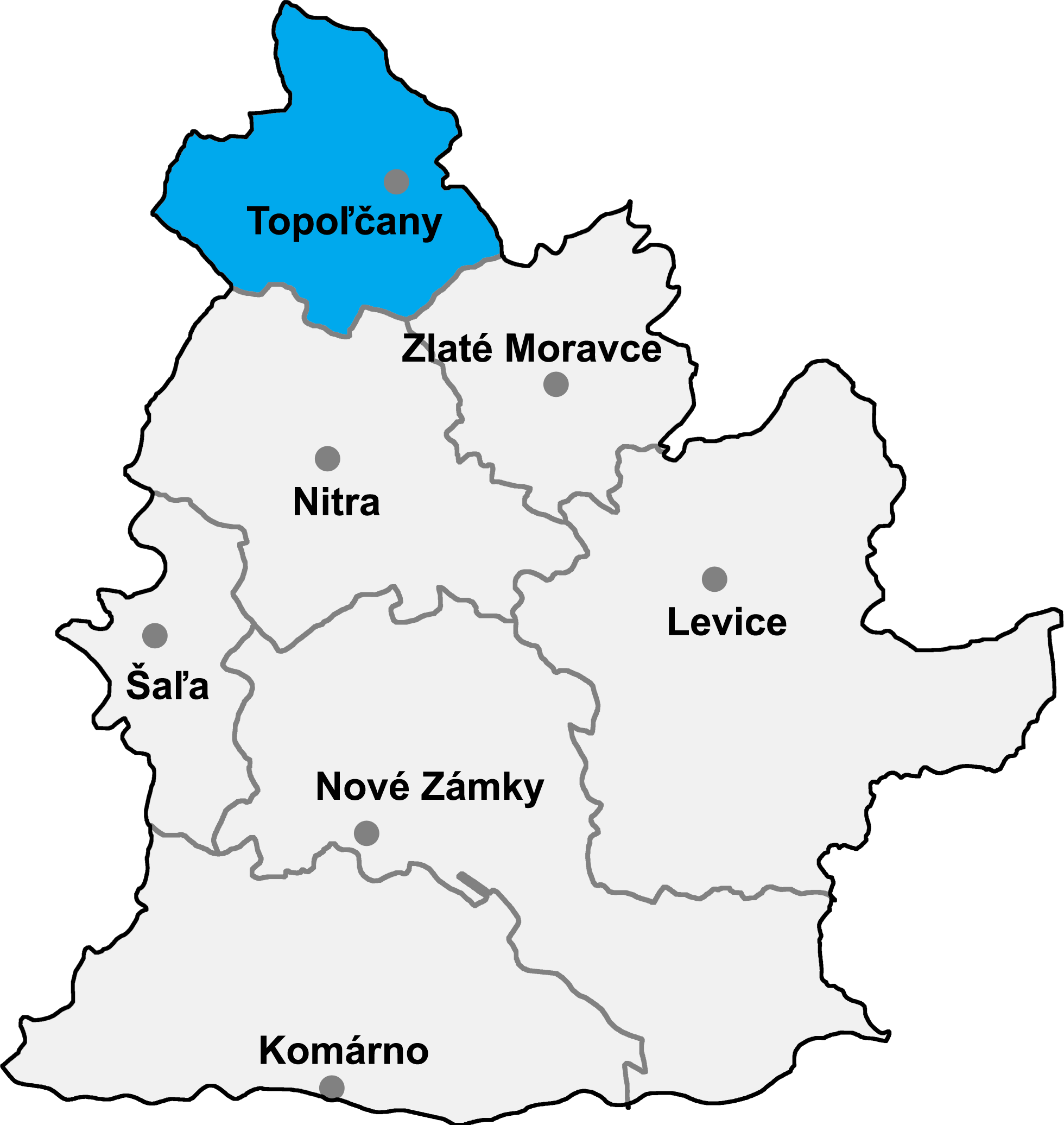

托波爾恰尼區，是斯洛伐克的一個區，位於該國西南部，由尼特拉州負責管轄，面積597平方公里，2001年該區人口74,089，人口密度每平方公里120人。